# Wolf Maya
Walfredo Campos Maya Júnior (Goiânia, 10 de setembro de 1953), mais conhecido como Wolf Maya, é um ator e diretor brasileiro.

## Biografia
Ator e diretor brasileiro, estudou interpretação na escola O Tablado e no Conservatório Nacional (Rio de Janeiro), formando-se em teatro musical em Nova Iorque pelo Carnegie Hall Ballet. É ator desde a década de 1980 e apresentou-se em diversos espetáculos, novelas e minisséries. Simultaneamente, trabalhou em sua carreira de diretor, encenando espetáculos musicais no Brasil. Atualmente, dirige novelas, minisséries, cinema, teatro e musicais. 
Pai da atriz Maria Maya, fruto do casamento com a atriz e diretora Cininha de Paula. Wolf é também pai de Manu Maya, fruto da união com a produtora Vânia de Brito. Maya é tio da atriz Thaís de Campos.
Em 2001 fundou a Escola de Atores Wolf Maya em São Paulo e em 2013 cria a unidade Rio.
Em 2016, Maya inaugurou o Teatro Nathalia Timberg, no Rio de Janeiro, em homenagem à atriz.
Em 2016 foi dispensado da Rede Globo após 35 anos de contrato. Em 2019 chegou a ser contratado pela emissora de Portugal TVI para dirigir a novela Na Corda Bamba, de Rui Vilhena, porém foi demitido antes mesmo do início das gravações após fazer críticas a teledramaturgia portuguesa, dizendo que era "precária" e "muito atrasada".

## Trabalhos na televisão

### Como ator
| Ano  | Título                                         | Personagem                  | Nota                  |
| ---- | ---------------------------------------------- | --------------------------- | --------------------- |
| 1979 | Memórias de Amor                               | Rebelo                      |                       |
| 1982 | Final Feliz                                    | Delegado Paixão             |                       |
| 1990 | Barriga de Aluguel                             | Paulo César                 |                       |
| 1993 | Mulheres de Areia                              | Dr. Otacílio Galvão         | Participação especial |
| 1995 | Cara e Coroa                                   | Cícero                      |                       |
| 1997 | O Amor Está no Ar                              | Victor Sousa Carvalho Uchôa |                       |
| 2000 | Uga Uga                                        | Felipe Prado                |                       |
| 2003 | Kubanacan                                      | Don Diego                   |                       |
| 2004 | Senhora do Destino                             | Leonardo de Andrade e Couto |                       |
| 2007 | Duas Caras                                     | Geraldo Peixeiro            |                       |
| 2010 | Na Forma da Lei                                | Deputado Simões             |                       |
| 2011 | Lara com Z                                     | Ele mesmo                   |                       |
| 2011 | Fina Estampa                                   | Álvaro Siqueira Maciel      |                       |
| 2013 | Amor à Vida                                    | Ele mesmo                   |                       |
| 2022 | Pacto Brutal - O Assassinato de Daniella Perez | Ele mesmo                   |                       |

## Trabalhos como Diretor
| Ano       | Titulo                             |
| --------- | ---------------------------------- |
| 1981      | Ciranda de Pedra                   |
| 1982      | Elas por Elas                      |
| 1982      | Final Feliz                        |
| 1983      | Louco Amor                         |
| 1983      | Champagne                          |
| 1984      | Livre Para Voar                    |
| 1985      | Ti Ti Ti                           |
| 1986      | Hipertensão                        |
| 1987      | Bambolê                            |
| 1990      | Desejo (minissérie)                |
| 1990      | Barriga de Aluguel                 |
| 1993      | Mulheres de Areia                  |
| 1994      | A Viagem                           |
| 1995      | Cara e Coroa                       |
| 1996      | Malhação                           |
| 1996      | Salsa e Merengue                   |
| 1997      | O Amor Está No Ar                  |
| 1998      | Hilda Furacão (minissérie)         |
| 1998      | Pecado Capital                     |
| 2000      | Esplendor                          |
| 2000      | Uga Uga                            |
| 2002      | O Quinto dos Infernos (minissérie) |
| 2003      | Kubanacan                          |
| 2004      | Senhora do Destino                 |
| 2006      | Cobras & Lagartos                  |
| 2007      | Duas Caras                         |
| 2008      | Sexo com Amor?                     |
| 2008      | Xuxa e as Noviças                  |
| 2009      | Cinquentinha                       |
| 2009-2012 | Criança Esperança                  |
| 2010      | Na Forma da Lei                    |
| 2011      | Lara com Z                         |
| 2011      | Fina Estampa                       |
| 2013      | Amor à Vida                        |
| 2014      | Segunda Dama                       |
| 2015      | I Love Paraisópolis                |

## Teatro
| Ano  | Título                    |
| ---- | ------------------------- |
| 2016 | 33 Variações de Beethoven |